# Comuna Mala Snitînka, Fastiv
Mala Snitînka (în ucraineană Мала Снітинка) este o comună în raionul Fastiv, regiunea Kiev, Ucraina, formată din satele Mala Ofirna, Mala Snitînka (reședința) și Velîka Ofirna.

## Demografie
Componența lingvistică a comunei Mala Snitînka
     Ucraineană (95,04%)
     Rusă (4,71%)
     Alte limbi (0,24%)
Conform recensământului din 2001, majoritatea populației comunei Mala Snitînka era vorbitoare de ucraineană (95,04%), existând în minoritate și vorbitori de rusă (4,71%).